# Dorotangga
Dorotangga is een bestuurslaag in het regentschap Dompu van de provincie West-Nusa Tenggara, Indonesië. Dorotangga telt 4175 inwoners (volkstelling 2010).